# Andréi Rubliov

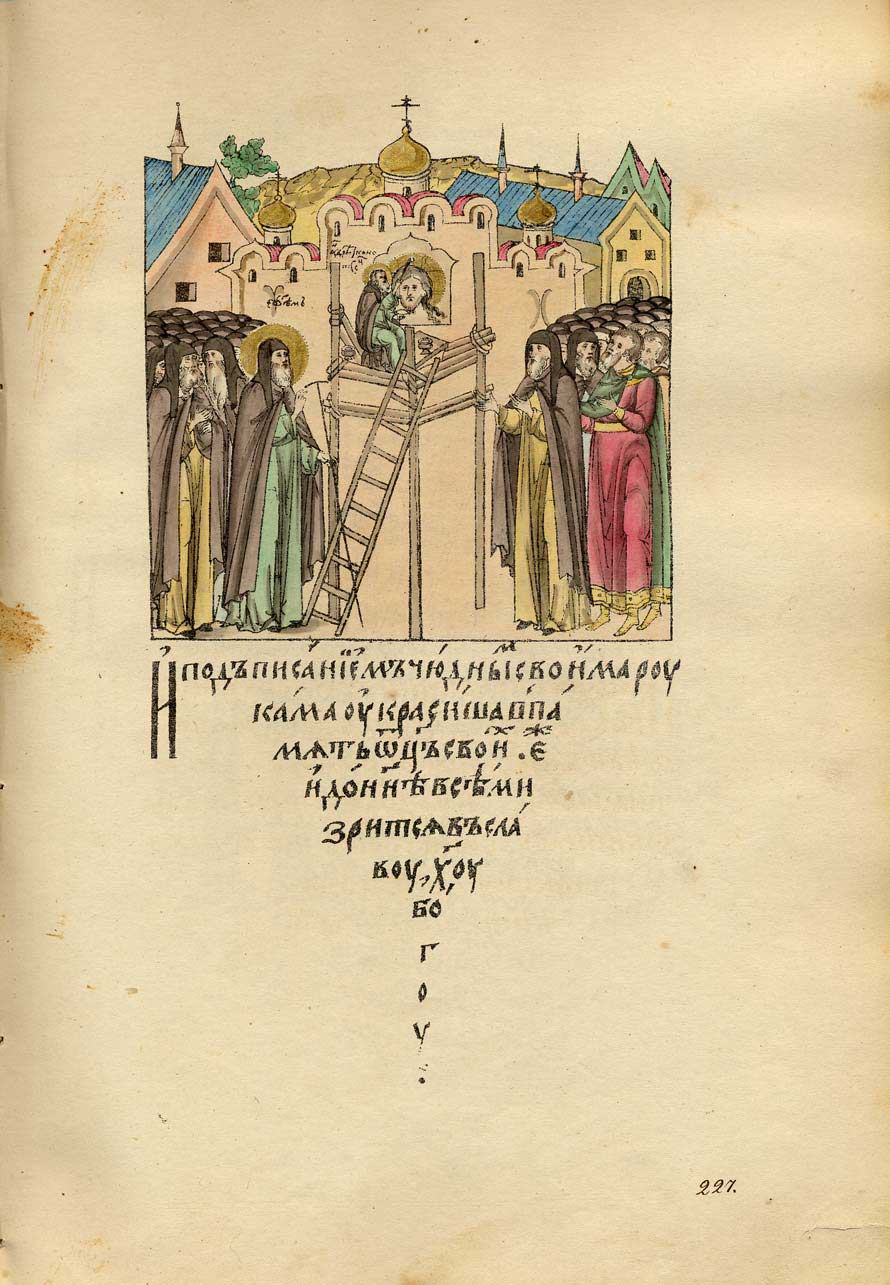
Andréi Rubliov pintando los frescos de la iglesia del Salvador del monasterio Andrónikov en Moscú (miniatura del).

Andréi Rubliov (en ruso: Андрей Рублёв) (¿1360?–Moscú, 29 de enero de 1430) fue un religioso y pintor ruso medieval considerado como el más grande iconógrafo de Rusia.

## Biografía
Hay poca información sobre la vida de Rubliov. No se sabe dónde nació, pero probablemente vivió en el monasterio de la Santísima Trinidad y San Sergio en tiempos del patriarcado de Nikon de Rádonezh, que se convirtió en higúmeno tras la muerte de San Sergio de Rádonezh en 1392. La primera mención de Rubliov es en 1405, cuando decoró iconos y frescos para la catedral de la Anunciación del Kremlin de Moscú, en compañía de Teófanes el Griego y Prójor de Gorodéts. Su nombre era el último de la lista de maestros, como el júnior tanto por rango como por edad. Teófanes fue un importante maestro del arte bizantino, que se mudó a Rusia y se considera que entrenó a Rubliov.

## Reconocimiento
Andréi Rubliov fue canonizado en 1988. La Iglesia ortodoxa rusa celebra su festividad el 4 de julio. En 1959, se inauguró en Moscú el Museo Andréi Rubliov, ubicado en el monasterio de Andrónikov, donde se exponen sus obras. En 1966, Andréi Tarkovski realizó una película homónima basada en su vida.

## Obra

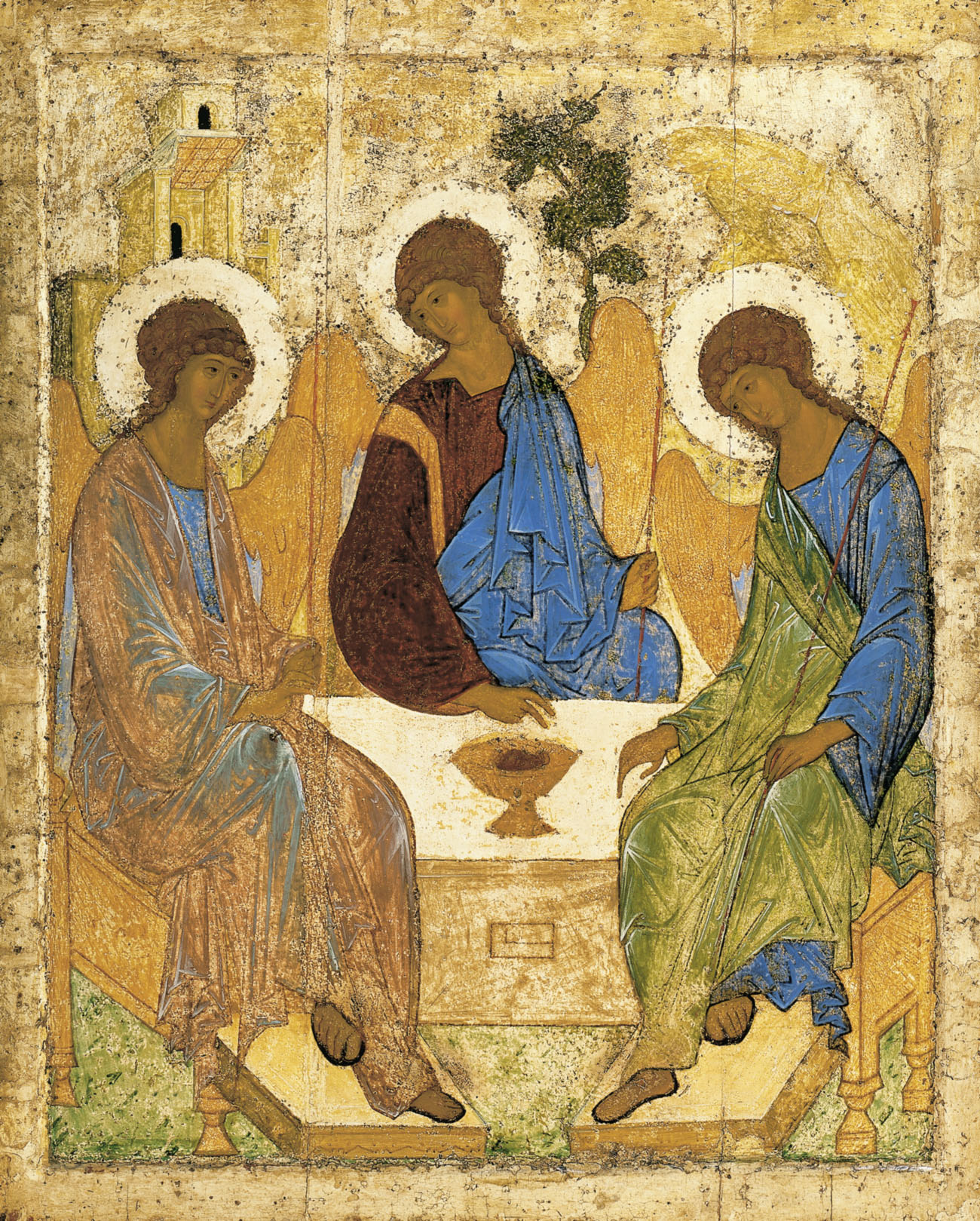
El icono de La Trinidad del Antiguo Testamento. Galería Tretiakov de Moscú.

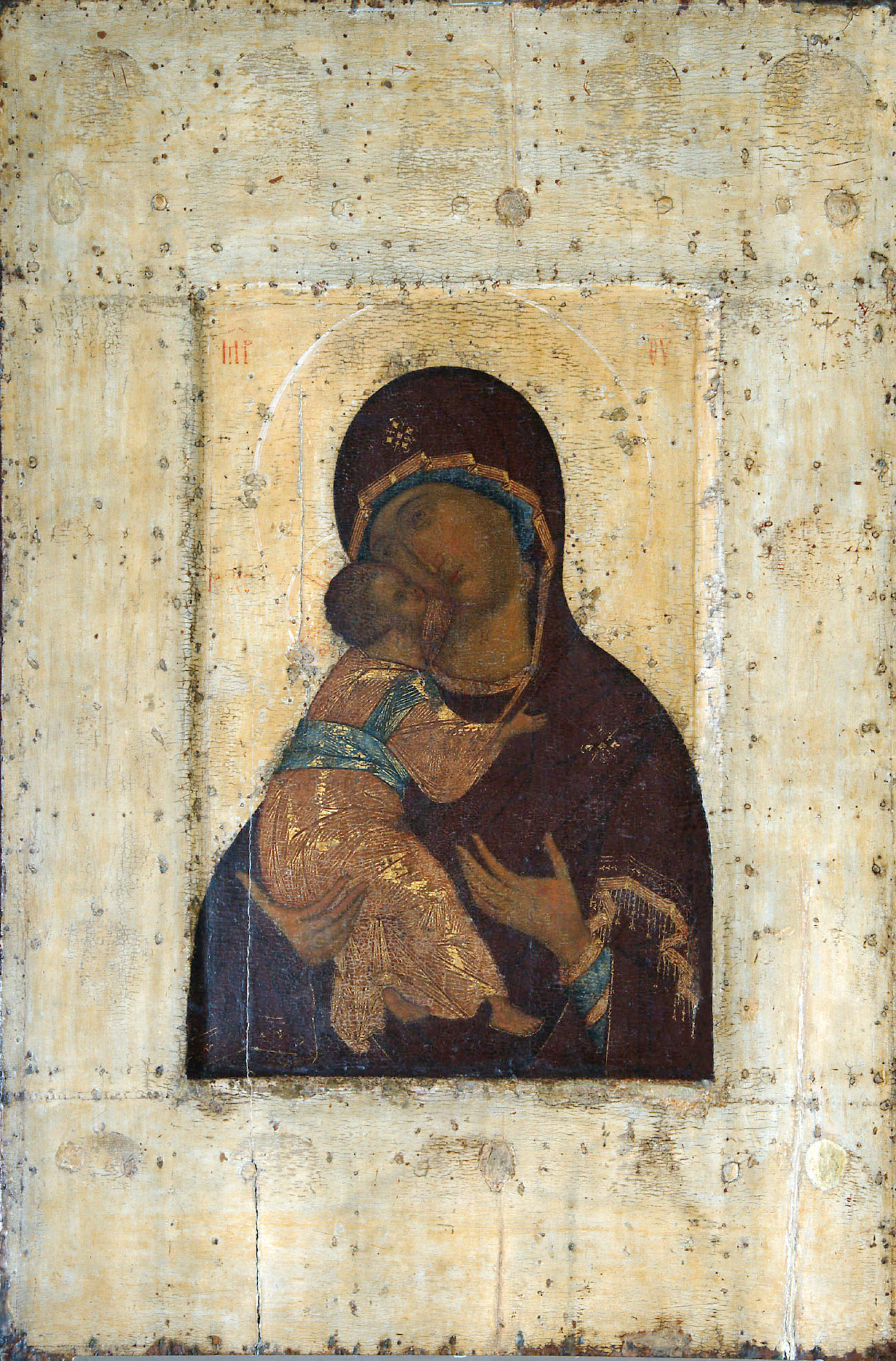
El icono la Virgen de Vladímir para la Catedral de la Dormición de Vladímir. c. 1408

La formación de la cosmovisión de Rubliov estuvo muy influenciada por la atmósfera de auge cultural de la segunda mitad del siglo XIV y principios del XV, que se caracterizó por un profundo interés por los problemas morales y espirituales. En sus obras en el marco de la iconografía medieval, Rubliov encarnó una comprensión nueva y sublime de la belleza espiritual y la fuerza moral del hombre. La creatividad de Rubliov es uno de los pináculos de la cultura rusa y mundial. En 1405, Andréi Rubliov, junto con Teófanes el Griego y Prójor de Gorodéts, pintaron las paredes de la Catedral de la Anunciación en el Kremlin de Moscú.
En 1408, Rubliov, junto con Daniil Chorny y otros maestros, crearon su única obra fechada con precisión y, además, conservada: los frescos de la Catedral de la Dormición en Vladímir (la pintura se ha conservado parcialmente). De los frescos de Rubliov en la Catedral de la Dormición, el más significativo es la composición El Juicio Final, donde una escena tradicionalmente formidable se convirtió en una brillante celebración del triunfo de la justicia, afirmando el valor espiritual del hombre. Las obras de Rubliov en Vladímir indican que ya en ese momento era un maestro maduro que encabezaba la escuela de pintura que creó.
La primera obra de Rubliov data de 1405, cuando decoró con iconos y frescos la catedral de la Anunciación del Kremlin de Moscú, junto con Teófanes el Griego y Prójor de Gorodéts.
Inicialmente Rubliov fue ayudante de Teófanes el Griego. Pero si bien la obra de Rubliov se mantiene dentro de la tradición bizantina, también es cierto que se libera del excesivo hieratismo canónico del arte tradicional bizantino (en todo caso, el pintor ruso se aproxima al arte llamado deuterobizantino). Innova introduciendo flexibilidad en las figuras y una expresión más humana y dulce en las actitudes y, especialmente, en los rostros.
Decora también la Catedral de la Dormición en la ciudad de Vladímir, en colaboración con Daniil Chiorny; ambos comparten la gloria de ser los más grandes iconógrafos rusos.
El celebérrimo icono de La Trinidad es la obra más famosa de Rubliov, pintado probablemente entre 1422 y 1428 para la catedral de la Trinidad o Tróitski Sobor (en) del monasterio de la Trinidad y San Sergio. Rubliov representó a tres ángeles que, según el relato bíblico, fue la forma que tomó Dios para aparecer ante Abraham y Sara en Mambré.
Rubliov omitió detalles excesivos. Como todas sus obras, La Trinidad se caracteriza por la representación de las imágenes más significativas. Todo se somete a la idea única. En el centro del icono, un ángel simboliza a Jesucristo (por lo común, en el centro se representaba el ángel que simbolizaba a Dios-Padre). El colorido de las vestiduras es característico de la iconografía de su imagen.
Detrás de Jesucristo se encuentra el árbol verde del encinar de Mambré, símbolo de la vida eterna. A la derecha vemos el ángel que simboliza al Espíritu Santo. Detrás de él, una colina representa el ascenso espiritual hacia el cielo. Detrás del ángel de la izquierda hay un edificio que simboliza la casa de Dios, el orden divino del universo. Los dos ángeles, la colina y el árbol se inclinan hacia la figura de Dios-Padre.
Rubliov los representa en apacible coloquio, sumidos en profunda meditación. Jesucristo bendice el cáliz con la cabeza del cordero degollado, símbolo del sacrificio de Jesús, y los dos ángeles inclinan la cabeza en señal de acuerdo y obediencia. Estos aparecen con la cabeza suavemente inclinada, unidos por la concordancia espiritual, serenos, hasta parecería que tristes, pero en realidad su alegría es interior. Cuesta trabajo diferenciar las tres figuras, pues tienen el mismo rostro, como invitando al espectador a meditar sobre el misterio de la Santísima Trinidad. La paleta de Rubliov logra unir la fuerza contenida de la gama de colores del icono con los matices apenas perceptibles de las tonalidades claras y luminosas, que parecen emitir una suave luz. La composición del cuadro se basa en la sucesión rítmica de las líneas curvas, que transmiten la idea de un círculo; las ligeras figuras alargadas de los ángeles hacen juego con los contornos del cáliz, la colina, el árbol y el edificio.
La belleza y armonía del icono, ejecutado con sorprendente inspiración y maestría, sirvieron de modelo excelso a los artistas rusos de épocas posteriores.

## Estilo
Andréi Rubliov, es conocido por sus obras profundamente espirituales e influyentes en la tradición de la iconografía ortodoxa rusa. Su estilo se caracteriza por una combinación de las tradiciones bizantinas y rusas tempranas, al tiempo que enfatiza la profundidad espiritual y teológica. Las obras de Rubliov presentan varias características estilísticas distintivas.

### Enfoque espiritual y teológico
El objetivo principal de Rubliov era transmitir verdades divinas y armonía espiritual, más que representar el mundo material de manera realista. Sus obras están profundamente impregnadas de significado religioso, a menudo inspiradas en la Biblia, textos litúrgicos y temas teológicos. Su iconografía pretendía servir como un medio para la oración y la meditación, ayudando al espectador a conectarse con lo divino. Esto es especialmente evidente en su obra más famosa, La Trinidad (también conocida como La Trinidad del Antiguo Testamento), que representa a los tres ángeles que visitaron a Abraham, simbolizando la Santa Trinidad. La imagen se caracteriza por la serenidad, la armonía y la presencia divina, reflejando el énfasis de Rubliov en la unidad de Dios.

### Simplicidad y claridad
Los iconos de Rubliov se distinguen por una sensación de simplicidad y claridad. Evitaba la complejidad innecesaria en la forma y el color, prefiriendo usar una paleta limitada y composiciones claras y directas. Sus figuras son a menudo alargadas y se colocan sobre fondos dorados, lo que simboliza la naturaleza eterna del reino divino. La falta de detalles intrincados dirige la atención hacia la esencia espiritual de la imagen en lugar de los atributos físicos del sujeto.

### Paleta de colores
Las iconos de Rubliov suelen presentar esquemas de colores ricos pero contenidos. El uso del dorado es particularmente prominente, simbolizando la luz divina y la naturaleza eterna del reino celestial. Sus elecciones de color son simbólicas e intencionales, con el fin de crear una atmósfera específica. En iconos como La Trinidad, los colores de los ángeles son profundamente significativos, con cada figura representando un aspecto diferente de la naturaleza divina. El uso del color por parte de Rubliov no se basa en el naturalismo, sino en la transmisión de conceptos teológicos.

### Gracia y armonía
Las figuras de Rubliov se presentan con una sensación de gracia y fluidez, y su composición transmite armonía. Sus figuras tienen proporciones alargadas, y sus posturas suelen ser simétricas, contribuyendo a una atmósfera calma y meditativa. Este estilo contrasta con las representaciones más rígidas y formales de la época bizantina. Las figuras de Rubliov a menudo parecen serenas, reflejando una belleza idealizada que trasciende la vida terrenal.

### Innovación iconográfica
Aunque Rubliov seguía las convenciones tradicionales de la iconografía de su tiempo, se le atribuyen innovaciones en la representación de temas bíblicos. Un ejemplo clave es su representación de la Santa Trinidad en La Trinidad. Rubliov enfatizó la unidad y la interacción pacífica entre las tres figuras de la Trinidad, lo que fue un cambio respecto a representaciones anteriores que eran más formales o se centraban en la grandeza de figuras individuales. Sus iconos también se alejaron de representaciones más dramáticas o emocionalmente intensas, prefiriendo presentar una visión más contemplativa y armoniosa de lo divino.

### Profundidad psicológica
A pesar de la estilización inherente en los iconos de Rubliov, sus figuras transmiten profundidad psicológica y emoción. Por ejemplo, en La Trinidad, los sutiles gestos y la interacción entre las tres figuras comunican un profundo sentido de unidad, amor y comunión. Aunque las figuras son serenas y tranquilas, hay una sensación subyacente de conexión espiritual y emocional que es tanto cautivadora como conmovedora. Esta profundidad psicológica fue innovadora para su época, ya que muchos iconos anteriores se centraban más en el simbolismo y menos en transmitir interacción o emoción humana.

### Influencia del arte bizantino
Los primeros trabajos de Rubliov estuvieron fuertemente influenciados por la iconografía bizantina, ya que este era el estilo dominante en el arte religioso ortodoxo oriental en ese momento. Su adherencia a los cánones de la iconografía, como las posturas tradicionales y las proporciones de las figuras, lo coloca firmemente dentro de la tradición bizantina. Sin embargo, Rubliov tomó estas convenciones y las transformó al infundir sus obras con un sentido más personal e íntimo de espiritualidad.

### Elementos arquitectónicos y decorativos
Aunque Rubliov es principalmente conocido por sus iconos, también trabajó en murales y frescos, que incorporaban elementos de arquitectura y decoración. Estas obras a menudo presentaban diseños intrincados, bordes ornamentales y una sensación de armonía espacial que enfatizaba aún más el orden divino. Los elementos arquitectónicos en sus composiciones, como arcos y columnas, servían para crear una sensación de que el reino celestial se integraba con el terrenal.

## Muerte e influencia
Rubliov murió en el monasterio de Andrónikov entre 1427 y 1430. La obra de Rubliov influyó en muchos artistas, entre ellos Dionisio el Sabio. El Sínodo Stoglavy de 1551 promulgó el estilo de iconos de Rubliov como modelo para la pintura eclesiástica. Desde 1959, el Museo Andréi Rubliov del monasterio de Andrónikov expone su obra y otras afines.
La Iglesia ortodoxa rusa canonizó a Rubliov como santo en 1988, celebrando su fiesta el 29 de enero y/o el 4 de julio.
En 1966, Andréi Tarkovski rodó la película Andréi Rubliov, basada en la vida del artista. Esta fue la primera (y quizás la única) película producida en la era soviética que trató al artista como una figura histórica mundial y al cristianismo como un axioma de la identidad histórica de Rusia, durante un período turbulento en la historia de Rusia.

## Obras principales

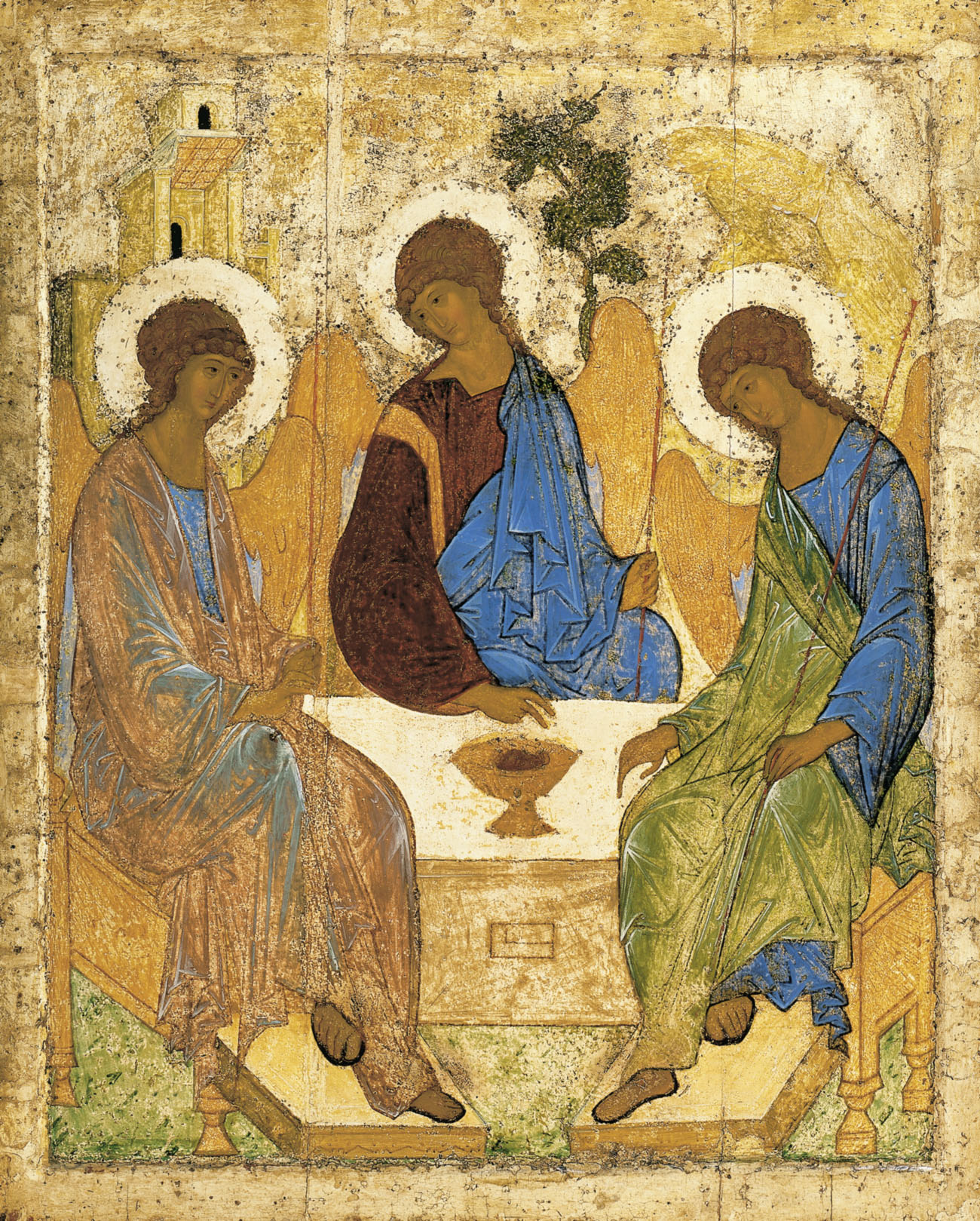
La Trinidad, ca. 1411 (Galería Tretiakov, Moscú)
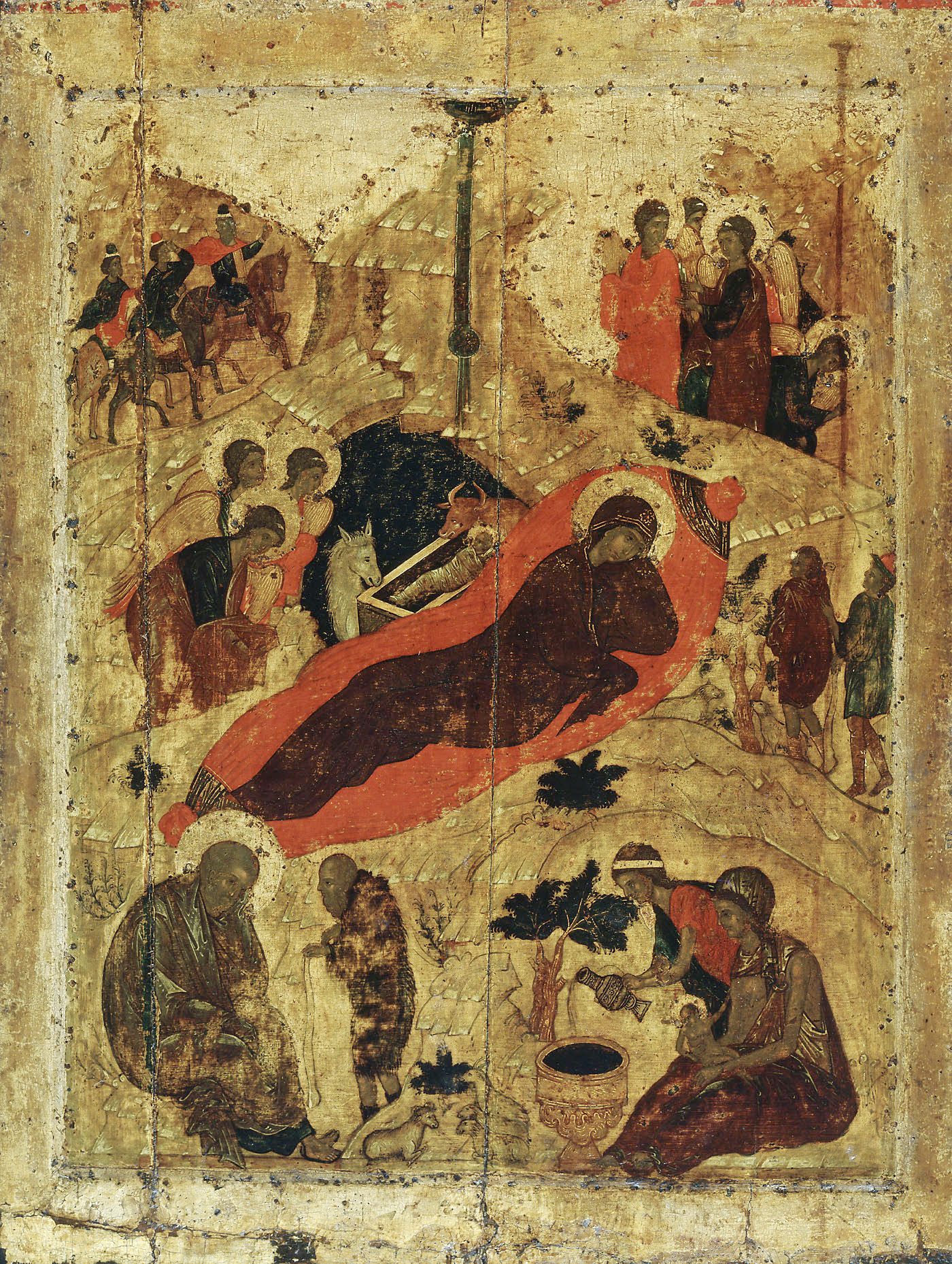
Nacimiento de Jesús, 1405 (Anunciación, Kremlin de Moscú)
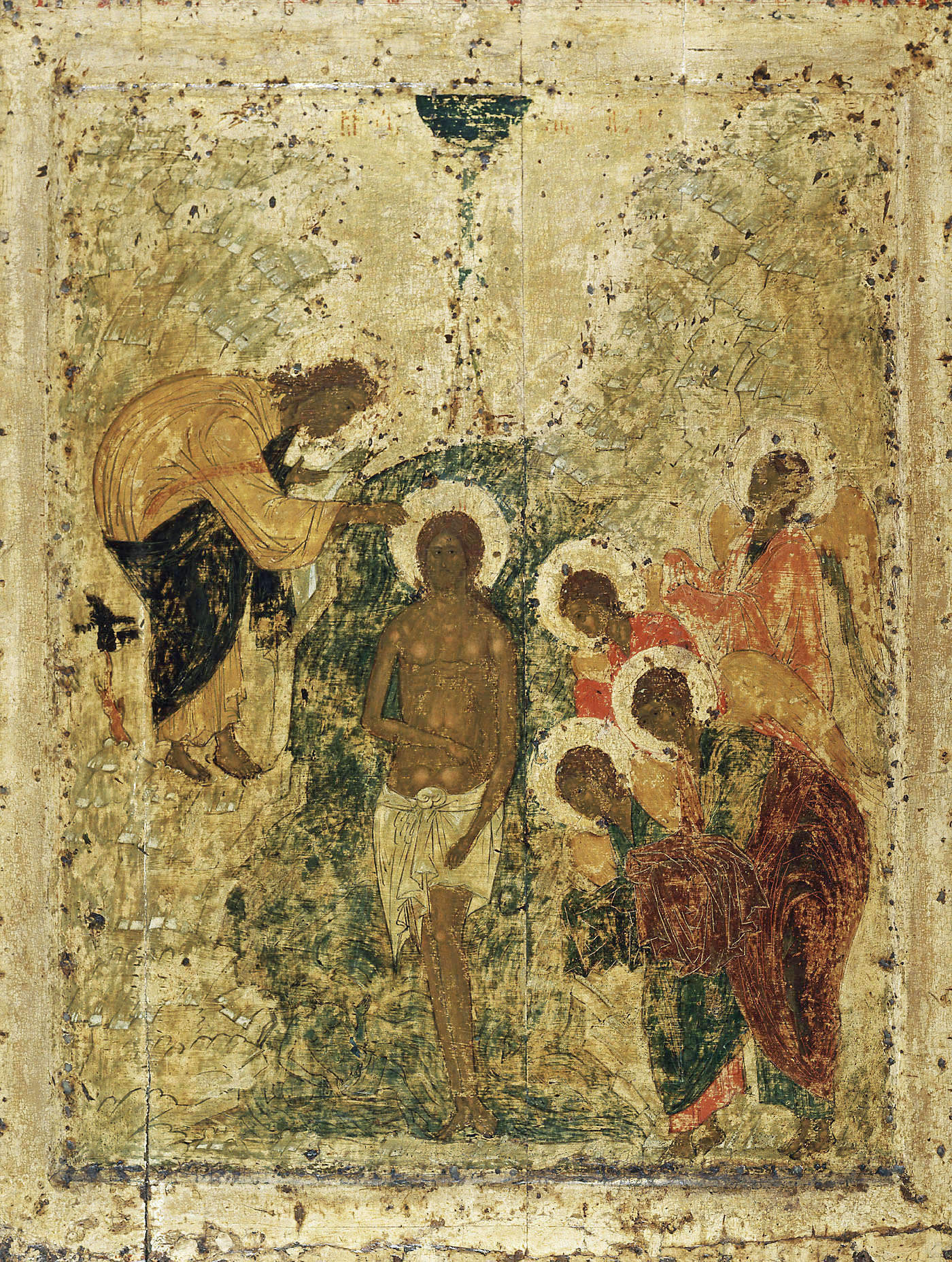
Bautismo de Jesús, 1405 (Anunciación, Kremlin de Moscú)
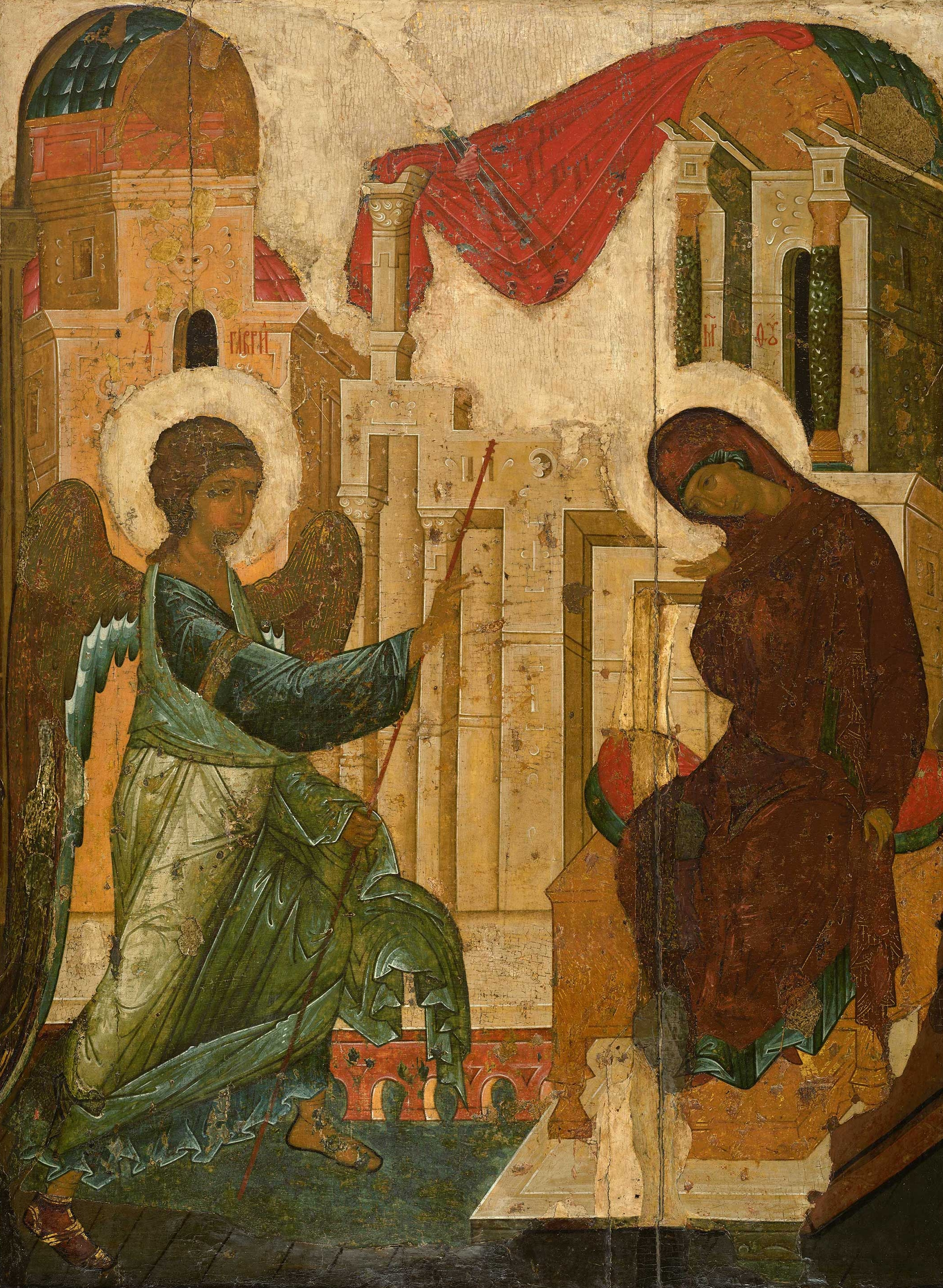
Anunciación, 1405 (Anunciación, Kremlin de Moscú)
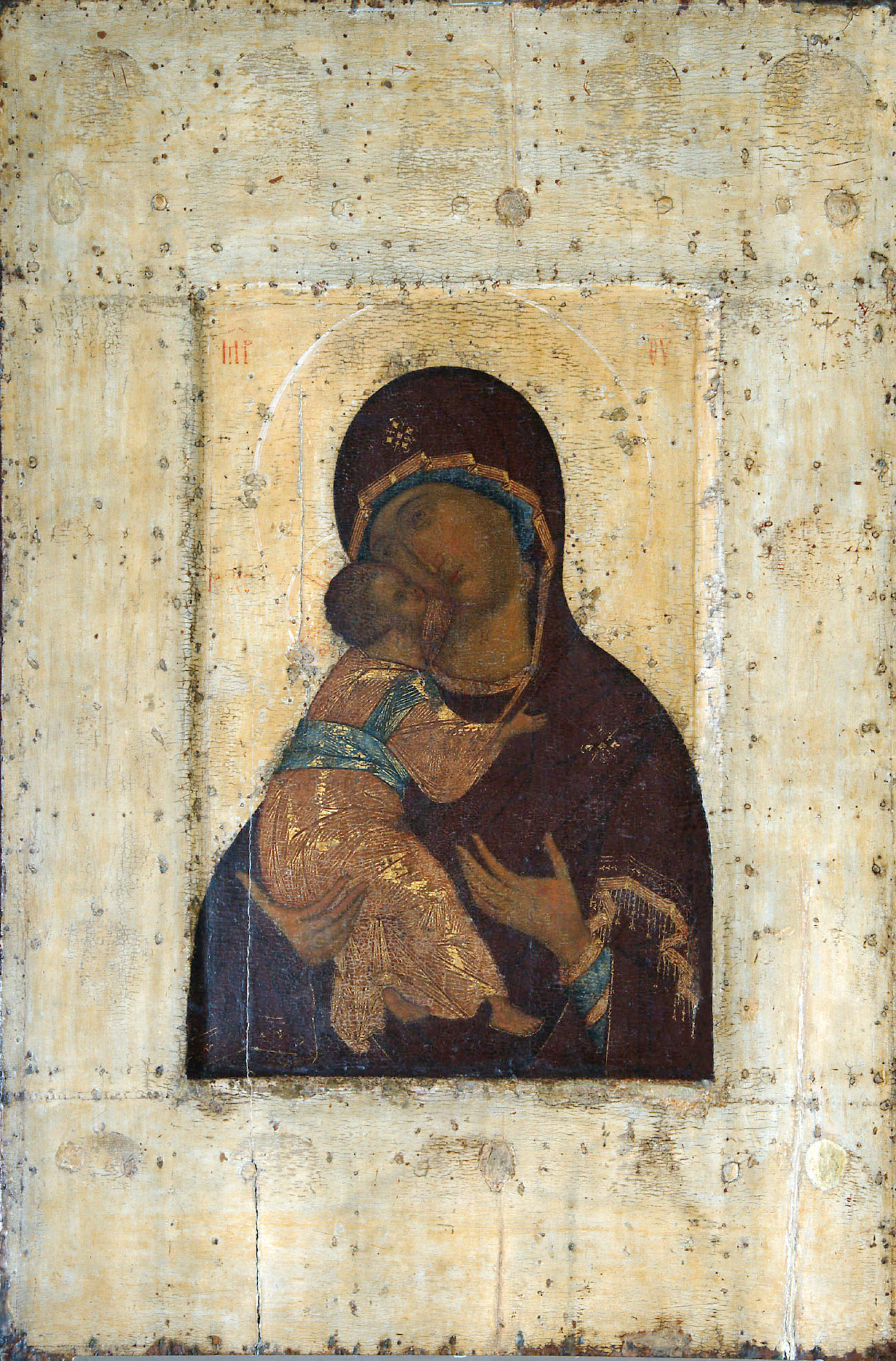
Virgen de Vladímir, ca. 1408 (Museo Palaty del Complejo museístico de Vladímir-Súzdal[14])
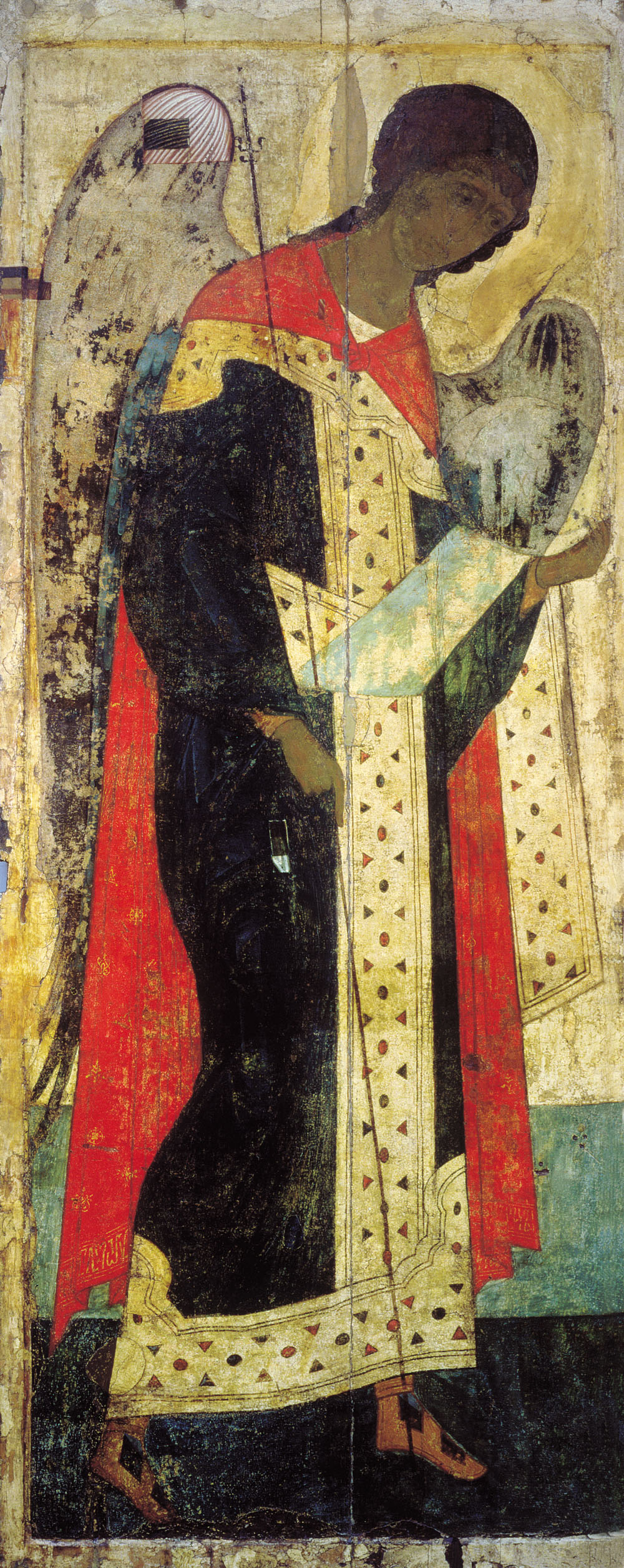
Arcángel San Miguel, 1408
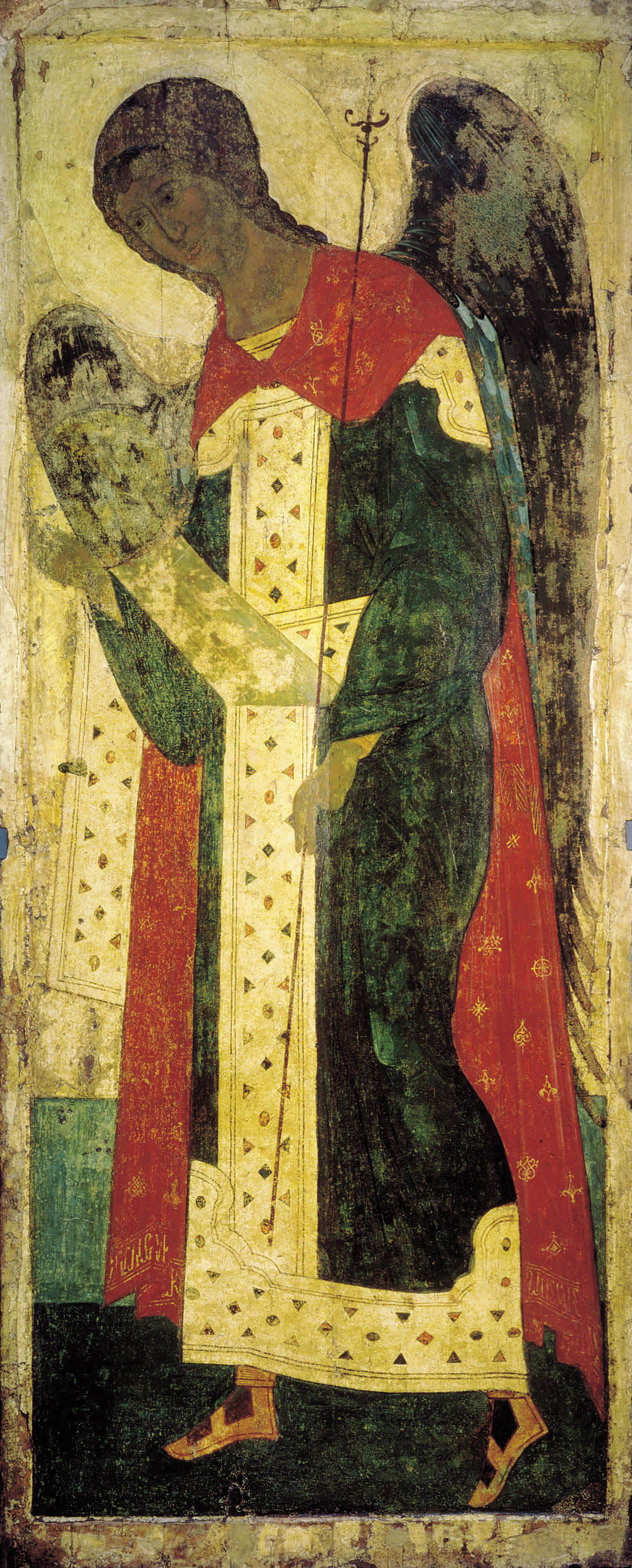
San Gabriel, 1408
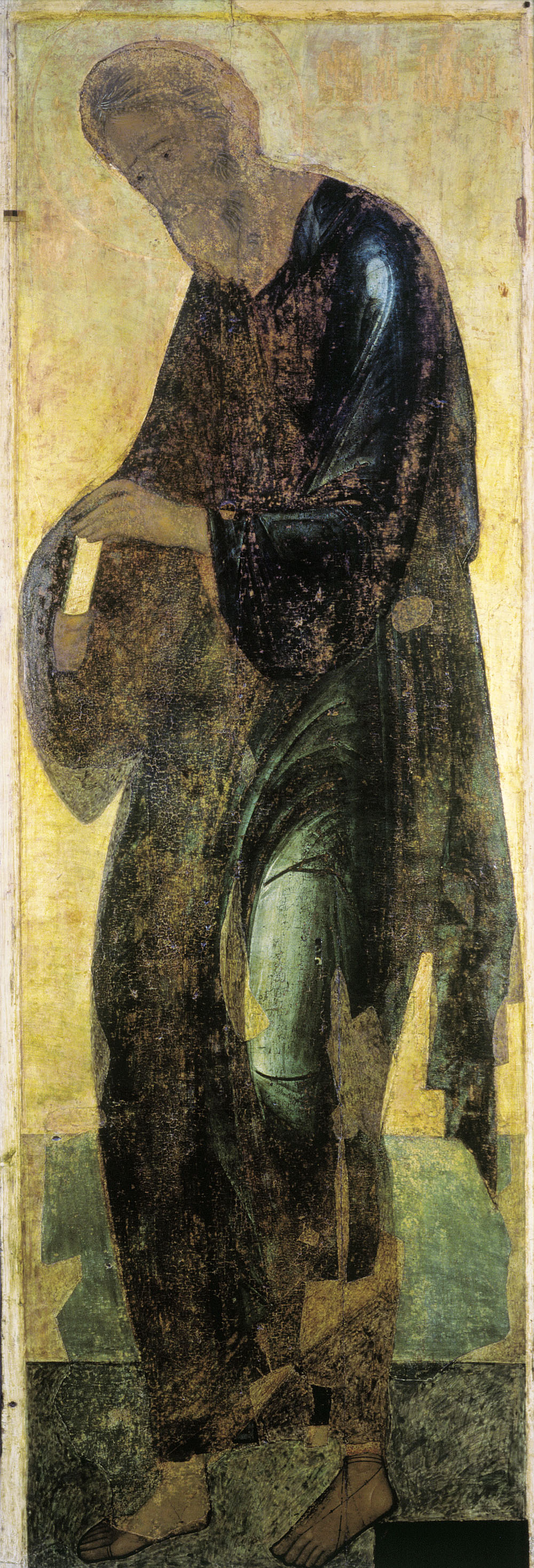
San Andrés, 1408
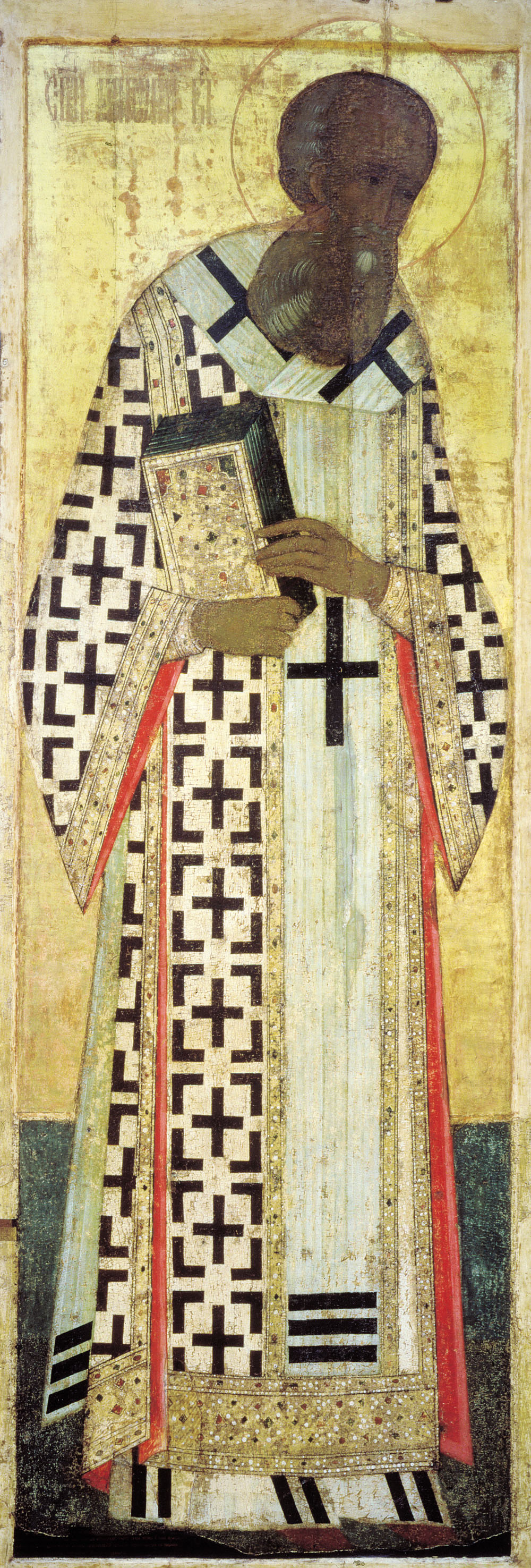
Gregorio Nacianzeno, 1408 (catedral de la Dormición de Vladímir)

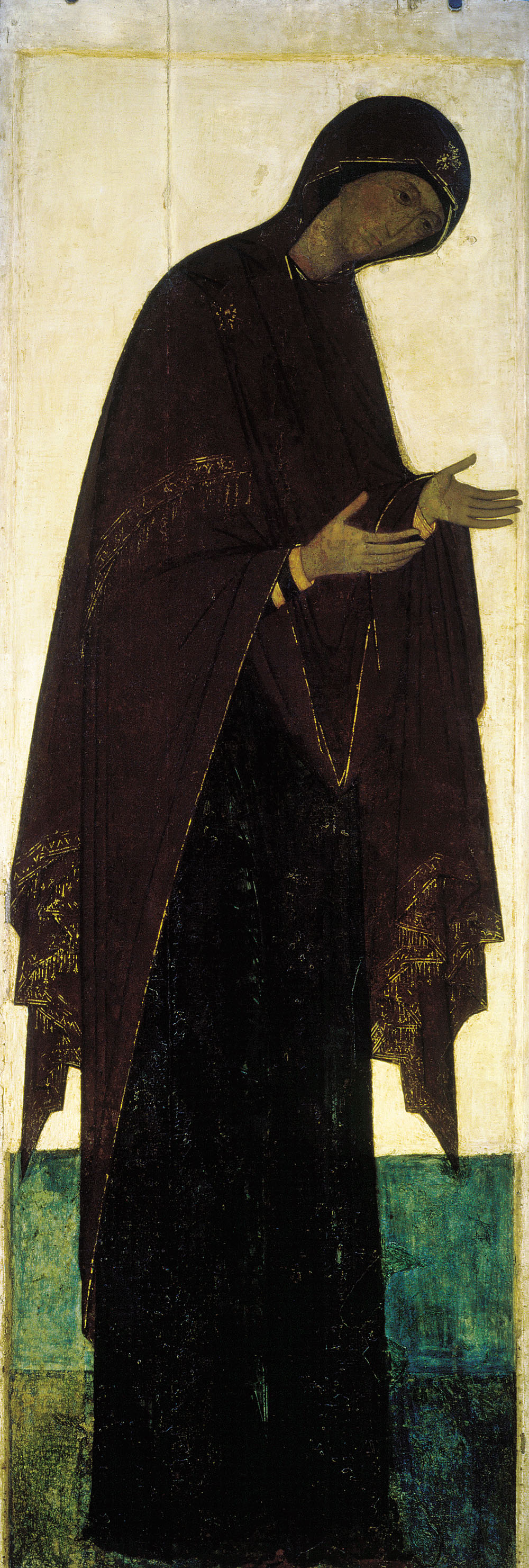
Theotokos del Déesis, 1408 (catedral de la Dormición, Vladímir)
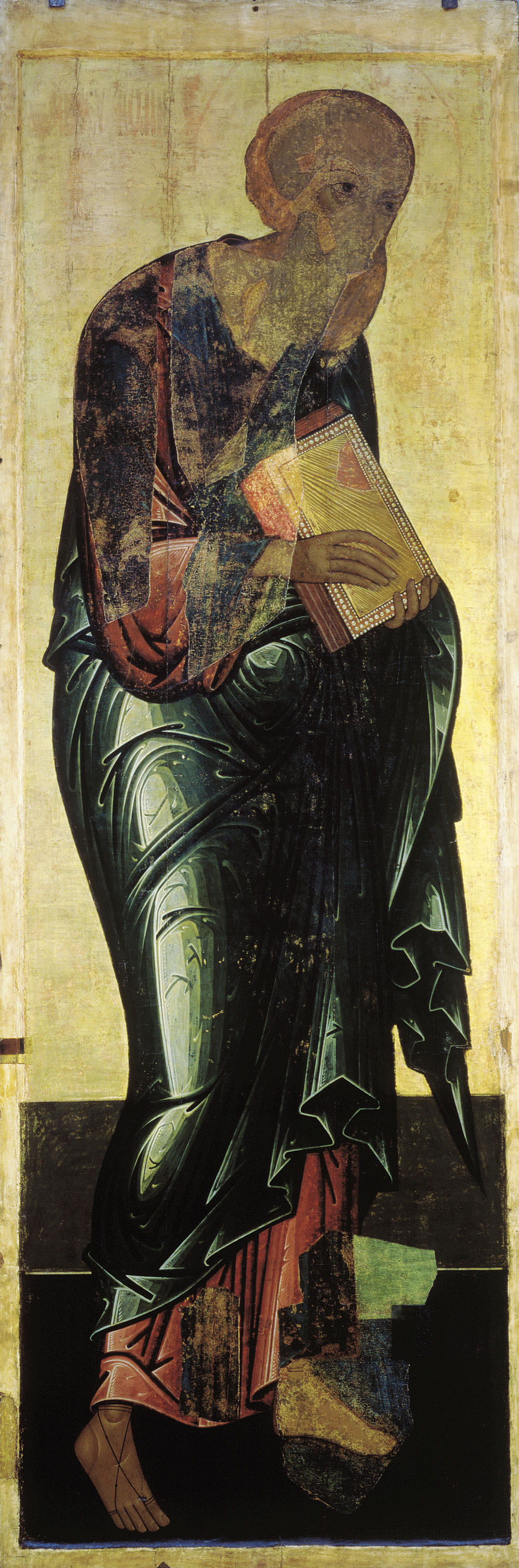
San Juan Evangelista, 1408 (catedral de la Dormición, Vladímir)
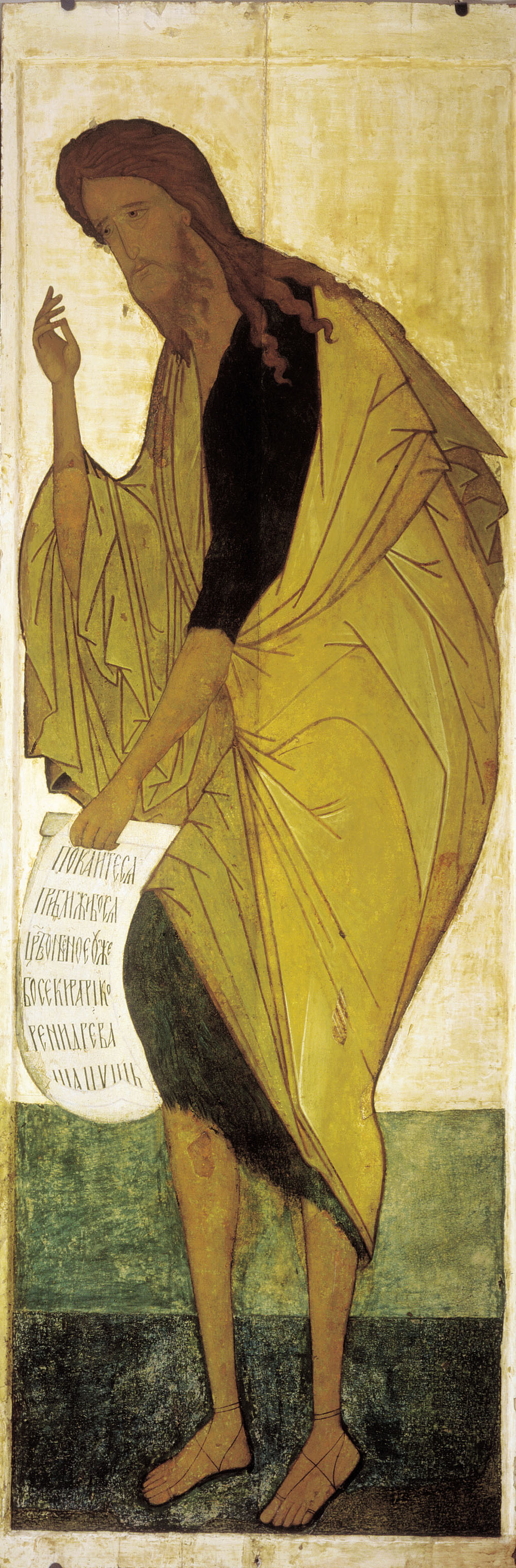
San Juan Bautista, 1408 (catedral de la Dormición, Vladímir)
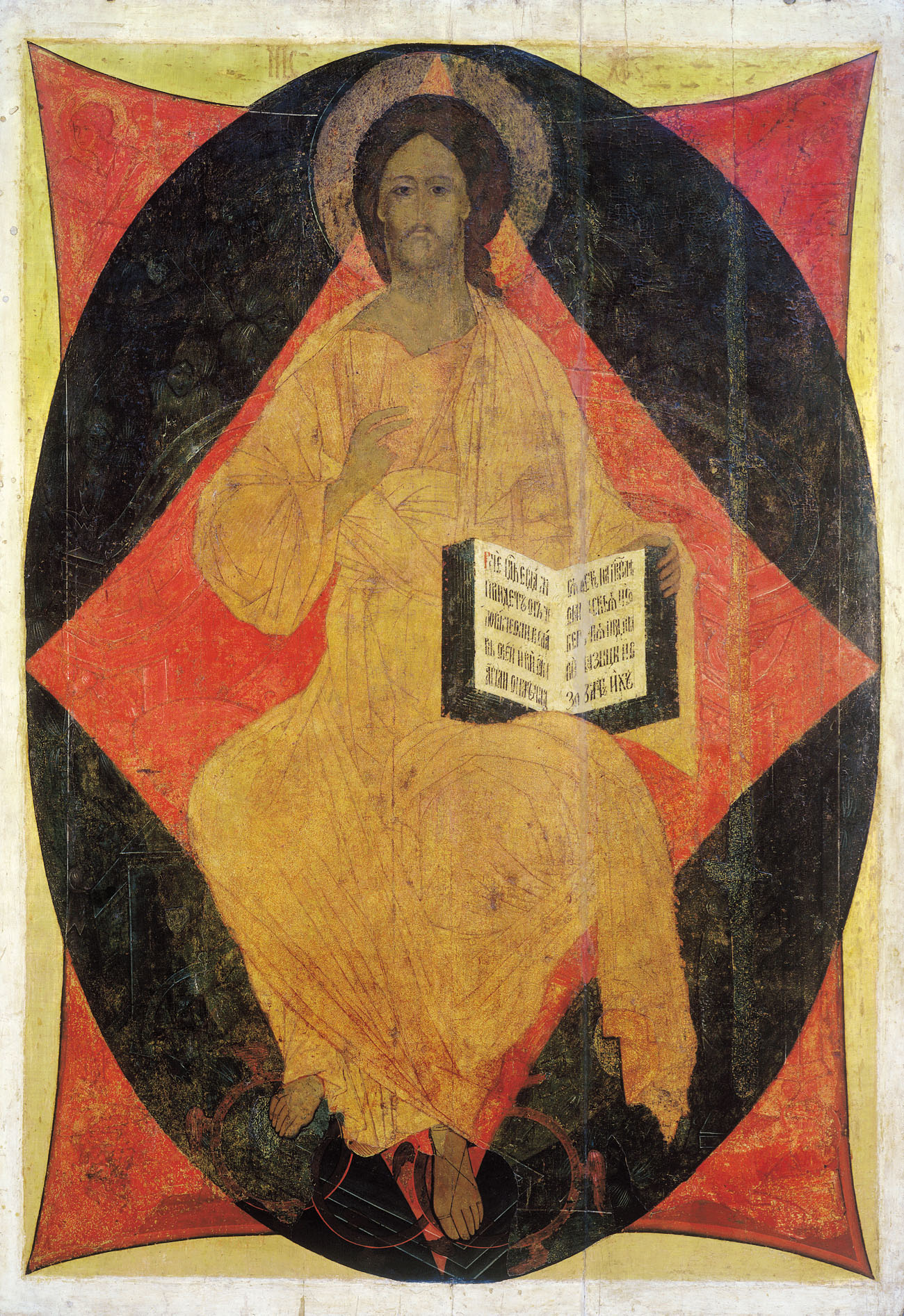
Cristo en majestad, 1408 (catedral de la Dormición, Vladímir)
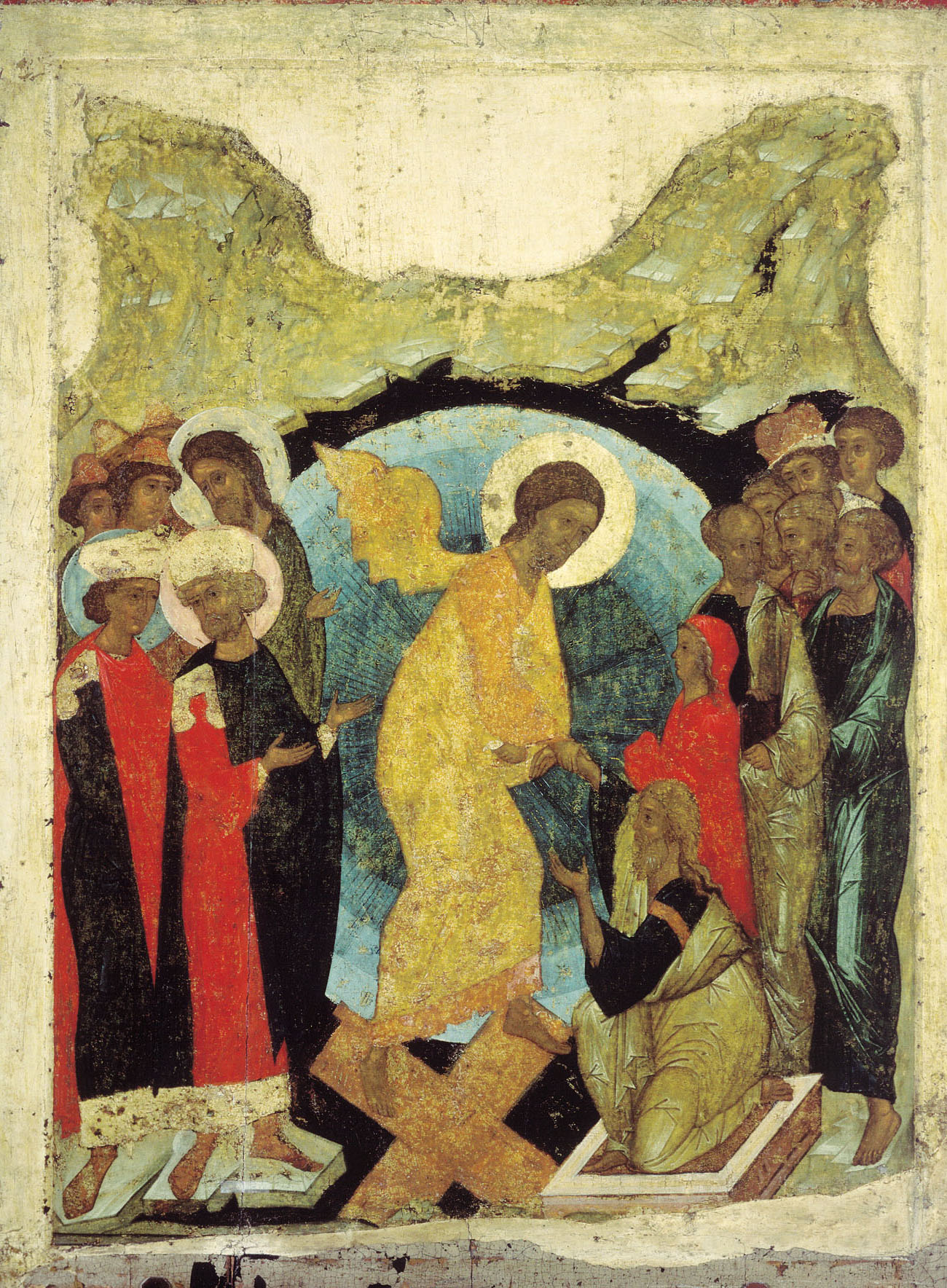
Descenso de Cristo a los infiernos, 1408-1410 (Vladímir)
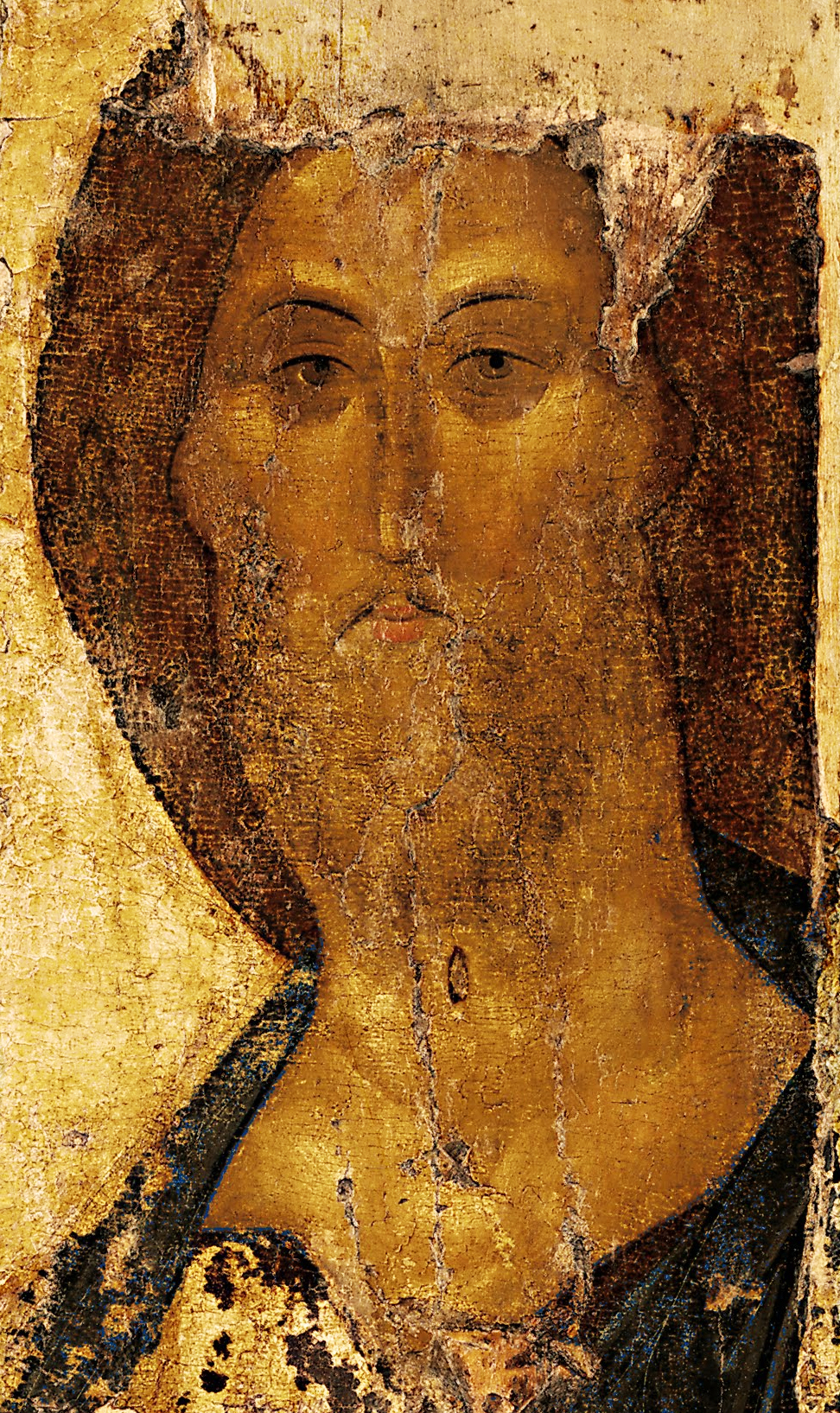
Cristo Redentor, ca. 1410 (Galería Tretiakov, Moscú)
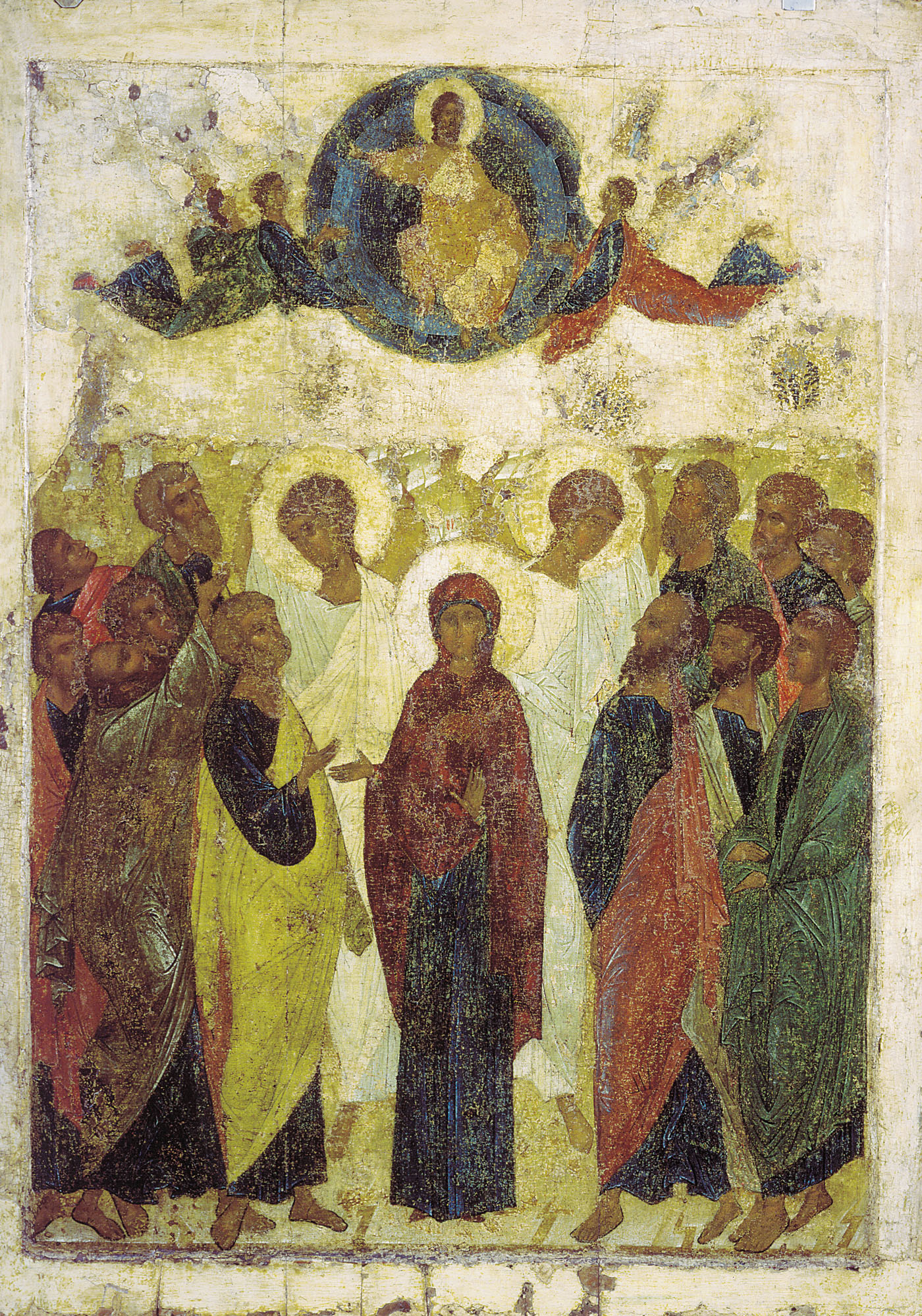
Ascensión de Jesucristo, 1408 (Galería Tretiakov, Moscú)
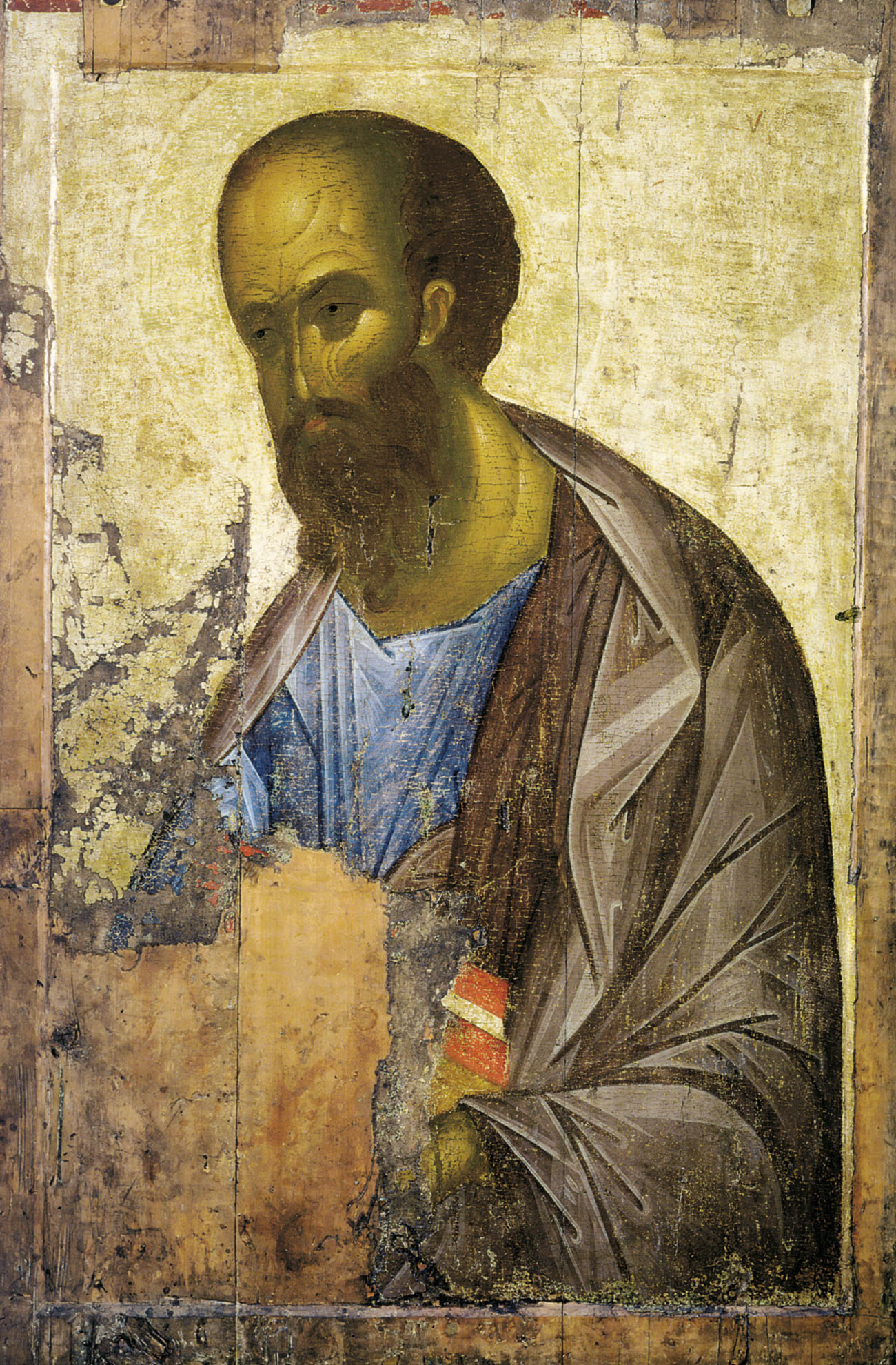
San Pablo, década de 1410 (Galería Tretiakov, Moscú)
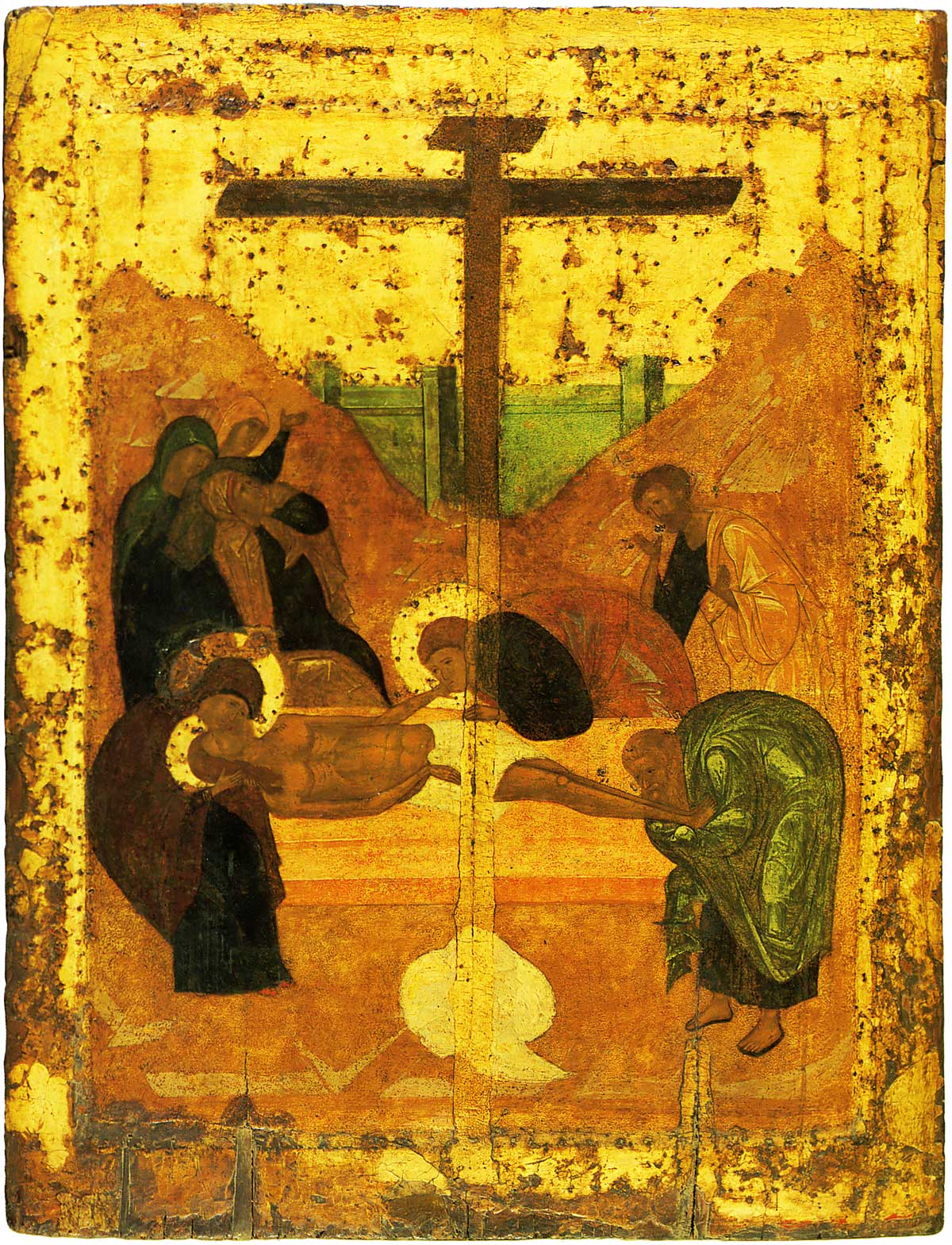
Lamentación sobre Cristo muerto, 1425-1427 (Sérguiyev Posad)